# Врата (Дравоград)
Врата (словен. Vrata) су насељено место у општини Дравоград, Корушка регија, Словенија.

## Историја
До територијалне реорганизације у Словенији била су у саставу старе општине Дравоград.

## Становништво
У попису становништва из 2011. године, Врата су имала 107 становника.
| Број становника према пописима | Број становника према пописима | Број становника према пописима |
| ------------------------------ | ------------------------------ | ------------------------------ |
| 1991                           | 2002                           | 2011                           |
| 135                            | 106                            | 107                            |